# 迪维努
迪维努是巴西米纳斯吉拉斯州的一个市镇。总面积338.716平方公里，总人口19245人，人口密度56.8人/平方公里。